# Нидернхаузен
Нидернхаузен (на немски: Niedernhausen) е селище в провинция Хесен, Германия.

## География
Разположено е в област Райнгау-Таунус и граничи на запад с Таунусщайн, на север с Идщайн, на изток с Епщайн и на юг с Висбаден. Около 30 км на изток се намира Франкфурт на Майн.

### Предградия в Нидернхаузен
Общината се състои от 6 самостоятелни предградия Енгенхан, Кьонигсхофен, Нидернхаузен, Нидерзелбах, Оберьозбах и Оберзелбах. В Нидернхаузен живеят половината от населението
| Предградие   | Население |
| ------------ | --------- |
| Нидернхаузен | 7.700     |
| Оберьозбах   | 2.150     |
| Нидерзелбах  | 2.000     |
| Кьонигсхофен | 1.900     |
| Енгенхан     | 1.350     |
| Оберзелбах   | 450       |